# 第66回全日本バレーボール高等学校選手権大会
第66回全日本バレーボール高等学校選手権大会（だい65かい ぜんにほん バレーボールこうとうがっこうせんしゅけんたいかい）は、2014年1月5日から1月12日まで東京体育館で開催された大会である。

## 概要

### 日程
- 2013年12月1日、組み合わせ抽選会
- 1月5日、開会式、男女1回戦
- 1月6日、男女2回戦
- 1月7日、男女3回戦、準々決勝
- 1月11日、準決勝
- 1月12日、決勝、閉会式

## 出場校

### 男子
北海道・東北
- 北海道代表I 東海大四（6年ぶり31回目）
- 北海道代表II  とわの森三愛（2年連続8回目）
- 青森県代表  五所川原工（2年連続6回目）
- 岩手県代表 一関修紅（2年連続8回目）
- 秋田県代表 雄物川（19年連続19回目）
- 山形県代表 山形城北（初出場）
- 宮城県代表 仙台商（10年ぶり2回目）
- 福島県代表 郡山北工（初出場）

関東
- 茨城県代表 土浦日大（6年ぶり9回目）
- 栃木県代表 足利工大付（3年連続35回目）
- 群馬県代表 桐生市商（4年ぶり19回目）
- 埼玉県代表 深谷（2年ぶり32回目）
- 千葉県代表 習志野（7年連続30回目）
- 東京都代表I　東亜学園（9年連続30回目）
- 東京都代表II 駿台学園（4年連続6回目）
- 東京都代表（開催地）III 東洋（7年連続24回目）
- 神奈川県代表I  川崎橘（8年連続14回目）
- 神奈川県代表II 荏田（初出場）
- 山梨県代表 日本航空（12年連続12回目）

東海・北信越
- 長野県代表 創造学園（2年ぶり3回目）
- 新潟県代表 上越総合技術（2年連続15回目）
- 富山県代表 南砺福野（初出場）
- 石川県代表 石川県工（9年連続23回目）
- 福井県代表 福井工大福井（6年連続38回目）
- 静岡県代表 浜松商（8年ぶり3回目）
- 愛知県代表 星城（4年連続12回目）
- 岐阜県代表 県岐阜商（3年連続10回目）
- 三重県代表 松阪工（3年連続32回目）

近畿
- 滋賀県代表 近江（11年連続29回目）
- 奈良県代表 添上（3年連続31回目）
- 和歌山県代表 開智（19年連続19回目）
- 京都府代表 東山（2年連続11回目）
- 大阪府代表I 大塚（6年連続9回目）
- 大阪府代表II  清風（3年連続22回目）
- 兵庫県代表 市立尼崎（15年連続26回目）

中国
- 鳥取県代表 米子工（4年ぶり3回目）
- 島根県代表 安来（14年連続21回目）
- 岡山県代表 玉野光南（2年ぶり11回目）
- 広島県代表 広島工大高（6年ぶり4回目）
- 山口県代表 高川学園（2年連続3回目）

四国
- 香川県代表 高松工芸（10年連続17回目）
- 徳島県代表 阿南工（10年連続10回目）
- 愛媛県代表 新田（2年連続13回目）
- 高知県代表 高知商（2年ぶり32回目）

九州
- 福岡県代表 東福岡（3年連続5回目）
- 佐賀県代表 佐賀商（2年連続27回目）
- 長崎県代表 大村工（4年連続11回目）
- 熊本県代表 鎮西（5年連続25回目）
- 大分県代表 大分工（2年連続28回目）
- 宮崎県代表 都城工（3年ぶり32回目）
- 鹿児島県代表 鹿児島商（7年連続26回目）
- 沖縄県代表 西原（4年連続19回目）

### 女子
北海道・東北
- 北海道代表I 旭川実（9年ぶり19回目）
- 北海道代表II 札幌大谷（9年連続12回目）
- 青森県代表 弘前学院聖愛（9年連続11回目）
- 岩手県代表 高田（4年ぶり21回目）
- 秋田県代表 由利（3年連続25回目）
- 山形県代表 山形市商（3年ぶり8回目）
- 宮城県代表 古川学園（9年連続34回目）
- 福島県代表 郡山女子大附（6年連続17回目）

関東
- 茨城県代表 土浦日大（6年連続13回目）
- 栃木県代表 國学院栃木（27年連続28回目）
- 群馬県代表 健大高崎（2年連続3回目）
- 埼玉県代表 春日部共栄（5年ぶり13回目）
- 千葉県代表 柏井（2年連続13回目）
- 東京都代表I 共栄学園（2年連続21回目）
- 東京都代表II 八王子実践（2年ぶり37回目）
- 東京都代表（開催地）III 下北沢成徳（6年連続14回目）
- 神奈川県代表I 大和南（9年連続10回目）
- 神奈川県代表II 川崎橘（20年連続21回目）
- 山梨県代表 増穂商（4年連続27回目）

東海・北信越
- 長野県代表 東京都市大塩尻（3年連続3回目）
- 新潟県代表 長岡商（2年連続4回目）
- 富山県代表 富山第一（2年ぶり6回目）
- 石川県代表 金沢商（12年連続39回目）
- 福井県代表 北陸（2年連続7回目）
- 静岡県代表 富士見（15年ぶり6回目）
- 愛知県代表 人間環境大岡崎学園（2年連続40回目）
- 岐阜県代表 県岐阜商（4年連続5回目）
- 三重県代表 津商（14年連続14回目）

近畿
- 滋賀県代表 近江兄弟社（3年連続10回目）
- 奈良県代表 奈良女子（2年ぶり25回目）
- 和歌山県代表 開智（2年連続5回目）
- 京都府代表 京都橘（15年連続17回目）
- 大阪府代表I 金蘭会（3年連続3回目）
- 大阪府代表II 大阪国際滝井（2年ぶり18回目）
- 兵庫県代表 夙川学院（4年ぶり8回目）

中国
- 鳥取県代表 米子北斗（初出場）
- 島根県代表 安来（5年連続32回目）
- 岡山県代表 岡山理大附（初出場）
- 広島県代表 進徳女子（22年ぶり5回目）
- 山口県代表 誠英（24年連続34回目）

四国
- 香川県代表 高松商（5年連続7回目）
- 徳島県代表 城南（2年連続6回目）
- 愛媛県代表 松山東雲（初出場）
- 高知県代表 高知中央（2年ぶり5回目）

九州
- 福岡県代表 北九州（3年連続8回目）
- 佐賀県代表 鹿島実（3年ぶり14回目）
- 長崎県代表 九州文化学園（16年連続27回目）
- 熊本県代表 熊本信愛女学院（28年連続29回目）
- 大分県代表 東九州龍谷（14年連続29回目）
- 宮崎県代表 延岡学園（2年連続15回目）
- 鹿児島県代表 鹿児島女子（6年連続32回目）
- 沖縄県代表 首里（初出場）